# フォード・コスワース・BDA
BDAは、コスワースがフォードから設計・開発の依頼を受けた排気量1601CCのカムシャフトをベルトドライブで駆動する4バルブDOHCの直列4気筒エンジンで、実用車でありながらレースやラリーで充分戦える性能を持つエンジンとして開発された。エンジン名称のBDAは、Belt Drive A Seriesから命名された。

## 概要
フォードは、1968～1971年にかけてロータスのDOHC（ツインカムロータス）を搭載したスポーツモデルを、エスコートRSとしてラインアップしていた。しかしながらフォードとしてはこのロータスDOHCには、満足していなかった。そこで、新たに市販車のエンジンルームに搭載を前提としてモータスポーツにも使用可能なエンジンを開発するという方針をたてた。
その方針をもとにフォードは、1967年に、ツインカムロータスよりも優れた性能を持つエンジンの開発をコスワースと契約を結んだ。コスワースは、このエンジンの設計と開発のみ担当して、量産は他社が行うという内容である。
当時キース・ダックワースはDFVエンジン開発に専念していたので、マイク・ホールが開発を担当した。新しいエンジンは、ツインカムロータスよりも優れた性能を持つエンジンにするためフォードのケント・ブロック（背の高いブロック）にFVAやDFVと同じシリンダヘッド（4バルブDOHCのペントルーフ燃焼室）を取り付け、カムシャフトをコックド・ベルトで駆動するエンジンとした。
エンジン設計は、1967年5月に開始され、最初の1600ccエンジンは、1968年の6月に完成した。イギリスのエンジンとしては、初めてカムシャフトをベルトで駆動するエンジンとなった。使用するベルトは、フィアットの124スポーツスパイダーですでに使用されていたものを流用した。

## シリーズ展開
コスワースは、このエンジンをFVAと同じようなシリーズ展開を目論み、エンジンの仕様変更に伴い、BDAをBDB、BDCという形で名称を変更していくようにした。コスワースは、このエンジンのシリーズ展開でも自社で開発とキット販売を行い、エンジンの組み立て製造は、他のエンジンビルダーで行うという基本姿勢を維持した。
エンジンパーツ供給をスムースに行うためにコスワースは、シリーズ名称を厳格に管理して設定したが、他のエンジンビルダーは、エンジン名をBDAで押しとおしたところもあった。一般的には、エンジンビルダー名を前において呼ばれることが多かった。エンジンパーツの供給に関しては、コスワースから他のエンジンビルダーが購入という形になるが、コスワースはパーツ購入後のエンジンビルダーによる独自改造や独自部品の使用を認めていた。
特にシリンダーヘッドカバーは、各エンジンビルダーがオリジナル品（エンジンビルダー名が記載されたもの）を使用して、各社積極的な自社のアピールを行った。燃料噴射のコントロールユニット（ルーカス製の機械式燃料噴射ユニット）は、コスワースはシリンダーヘッドカバーの上に設置したが、エンジンビルダーによってはエンジンブロック側面に配置したりして、エンジンビルダーによっての考え方の違いを容認している。
基本的には、エンジンビルダーでの組立技術や部品の加工状況によって、出力の違いが生じて、エンジンビルダー間での開発競争が発生した。
| シリーズ名 | 年   | 排気量(cc) | 公称出力(PS) | 備考 |
| ---------- | ---- | ---------- | ------------ | --- |
| BDA        | 1969 | 16001      | 120          | FVAと同様のレイアウトをベルトボライブで背の高いケントブロックで実現                                                 |
| BDB        | 1970 | 1700       | 200          | エスコートRS1600用のラリーエンジンでキットとして販売                                                                |
| BDC        | 1970 | 1700       | 230          | BDBに燃料噴射を追加したグループ2のエスコートRS1600用エンジン。BDBと同様、キットとして供給                           |
| BDD        | 1971 | 1600       | 200          | フォーミュラ・アトランテック（FA）用エンジンでキットとして供給                                                      |
| BDE        | 1972 | 1790       | 245          | フォーミュラ・2（F2）用の最初の2000㏄ルールに対応したエンジンで、ボア拡大、燃料噴射                                 |
| BDF        | 1972 | 1927       | 270          | F2用としてBDEに次ぐエンジン。ライナをシンダブロックにロウ付けしたエンジン。で成功した                               |
| BDG        | 1973 | 1975       | 275          | BDFの進化型エンジンでF2とラリーに使用。のちにシリンダブロックをアルミに変更                                         |
| BDH        | 1973 | 1300       | 190          | グループ2のスポーツカー用エンジン。背の低いブロックでストロークを短縮した                                           |
| BDJ        | 1974 | 1098       | 150          | フォーミュラC用のエンジンでSCCAに対応のためストロークを短縮                                                         |
| BDK        | None | ―          | ―            | 将来の展開予定、使用されず                                                                                          |
| BDL        | ？   | ？         | ？           | 実験用のターボ搭載の実験用？                                                                                        |
| BDM        | 1975 | 1599       | 225          | フォーミュラアトランチック（FA）用のエンジンで、大きなバルブと燃料噴射を使用したBDD                                 |
| BDN        | 1977 | 1600       | 210          | FAのカナダ・アトランテック戦専用エンジン、キットとして供給                                                          |
| BDO        | None | ―          | ―            | 割り当てなし |
| BDP        | 1984 | 1975       | 245          | 短距離レース用でBDGのボア/ストロークのアルミブロックを使用したメタノール噴射のエンジン                              |
| BDQ        | None | ―          | ―            | 割り当てなし |
| BDR        | 1983 | 1601       | 120          | ケータハム・スーパーセブン用の150から170馬力用の1700㏄のBDAキット、また1.7リットルと150、170 BHPのためのBDAキット。 |
| BDT        | 1981 | 1778       | 200          | アルミブロックでRS1700Tターボ用のキット                                                                             |
|            | 1981 | 1803       | 250          | RS200 BDT用ユニッとして再設計・、再構築、および排気量を拡大した                                                     |
| BDT-E      | 1986 | 2137       | 500          | ブライアン・ハートによって改良されたBDT                                                                             |

## 排気量2000ccを目指しての展開
1972年からF2のエンジン規定が「自然吸気の6気筒以下で前年度の生産が最低100台のシリンダブロックを持つ排気量2000㏄以下のエンジン」という規定に変更になった。コスワースは、新規定のF2用エンジンとしてBDAの排気量拡大版（ボア拡大）で対応する方針を固め、排気量を1600㏄から1700㏄、1790㏄、1927㏄と段階的に排気量の拡大を順次図っていく。コスワースの考えでは、ストロークを拡大するとピストンスピードが上がり、回転数を稼ぐことができなく出力が出せなくなることを恐れたためである。
しかしながら元々が1600㏄のケントブロックでは、ボアピッチが小さくボア拡大による排気量拡大が難しい局面であった。
ブライアン・ハートは、ケントブロックの限界を早く見抜き、ブロック材質をアルミ合金に変更しシリンダの1番と2番、3番と4番の間隔をつめ"サイアミーズ型”として内側をめっきしたライナーをはめ込んで2,000ccまで排気量拡大が可能としたブロックを設計試作した。このブロックは、オリジナルのケントブロックより軽量化がされていた。このアルミブロックは、試作段階で早くもフォードの目に止まり、早速エスコートRS1800の後期型に採用されたが、コスワースは高く評価しなかった。
コスワースは、当時シボレー・ベガのアルミブロックを使用するEAエンジンを平行開発していたが、このベガのアルミブロックに鋳造欠陥が多く、アルミブロックに対して不信感を持っていたのでハートのアルミブロックに対しては、否定的な見解を持っていた。ハートのブロックは、F2用としては1850㏄から2000㏄へと順次排気量アップ（ボア拡大）を図り、F2用エンジンとしての公認と実績をとっていく形で進化を図る。
一方コスワースは、ケントブロックのボアアップに際しては、シリンダライナをブロックにロウ付けする方法で排気量拡大を図るが、うまくいかずに最終的には、ハートのアルミブロックを採用することになる。
特に、1973年にBMWがフルスケールの2000㏄のブロックを使用したBMW・M12/6をF2へ参戦させると、BDAはF2での成績を落としていく。このBDAのアルミブロックは、シリンダ間の隙間が狭いためシリンダ間にウオータ・ジャケットを設けることができなかったのと、ピストンリングが直接シリンダブロックを摺動するのでシリンダの摩耗が激しく、寿命が短いという欠点があった。またコッグドベルト自体の信頼性が当時の技術では低く、エンジンを慎重にウォーミングアップしないとベルトが切れ、吸排気バルブがすべて変形するというトラブルも多発した。
F2からの需要が減った後は、エスコート用のグループ5（シルエットフォーミュラ）用エンジンとして活用された。